# Демович, Станислав
Станислав Демович (словац. Stanislav Demovič; род. 20 сентября 1975, Трнава) — словацкий гандболист, выступавший в Адемар Леон, ГК Брага, Сьюдад де Гвадалахара, Уэска.

## Карьера

### Клубная
Станислав Демович начинал свою профессиональную карьеру в словацком клубе ГК Братислава. В составе ГК Братислава стал серебряным призёром чемпионата Словакии в 1997 году. В 1998 году Станислав Демович перешёл в испанский клуб Адемар Леон, с которым стал чемпионом Испании в 2001 году, и Станислав помог выиграть клубу выиграть кубок обладателей кубков в 1999 году. В 2001 году Станислав Демович переходит в португальский клуб Агуас Сантос, а через год переходит в клуб ГК Брага. В 2003 году Станислав возвращается в Словакию, выступал за клуб Трнава 47. В 2004 году Станислав переходит в немецкий клуб Страслунд. После 2 сезонов, которые провёл в Страслунде, Станислав Демович переходит в испанский клуб Алькобенас. Через год Станислав становится игроком Анайтасуна, в котором провёл 2 сезона. В 2009 году Станислав Демович перешёл в испанский клуб Сьюдад де Гвадалахара. В 2010 году Станислав становиться игроком ГК Бадахос. В 2012 году Станислав Демович перешёл в испанский клуб Уэска. Через год, Станислав переходит в клуб Анхель Хименас Пуенте Генил. В 2014 году Станислав Демович переходит в немецкий клуб Хенстедт-Ульцбург, в котором провёл 2 сезона.

### Карьера в сборной
Станислав Демович выступает за сборную Словакии. За сборную Словакии Станислав Демович сыграл 28 матчей.

## Достижения
- Победитель чемпионата Испании: 2001
- Обладатель кубка Испании: 1999
- Обладатель кубка обладателей кубков: 1999

## Статистика
| Сезон     | Клуб                        | Лига         | Матчи | Голы | 7-метр | Голы |
| --------- | --------------------------- | ------------ | ----- | ---- | ------ | ---- |
| 2012/13   | Уэска                       | LIGA ASOBAL  | 24    | 55   | 2      | 53   |
| 2013/14   | Анхель Хименас Пуенте Генил | LIGA ASOBAL  | 30    | 92   | 40     | 52   |
| 2014/15   | Хенстедт-Ульцбург           | 2 Бундеслига | 38    | 63   | 0      | 63   |
| 2015/16   | Хенстедт-Ульцбург           | 2 Бундеслига | 5     | 6    | 0      | 6    |
| 2012—2014 | Итого                       | LIGA ASOBAL  | 54    | 147  | 42     | 105  |